# Cantó de Boulogne-Billancourt-2
El cantó de Boulogne-Billancourt-2 és un cantó francès del departament dels Alts del Sena, situat al districte de Boulogne-Billancourt. Creat amb la reorganització cantonal del 2015.

## Municipis
- Boulogne-Billancourt (en part)
- Sèvres